# Evandro Mesquita
Evandro Nahid de Mesquita (Río de Janeiro, 19 de febrero de 1952) es un cantante, compositor y actor brasileño, conocido por ser el cantante principal de la banda de rock Blitz por varios trabajos en cine y televisión, entre ellos el mecánico Paulo "Paulão" Wilson en la serie A Grande Família entre 2006 y 2014.

## Biografía
De ascendencia libanesa, estudió en el Colégio Estadual André Maurois y estudió educación física hasta el tercer año, cuando comenzó su trabajo en el grupo de teatro Asdrúbal Trouxe o Trombone, en la década de 1970. Cantante y compositor, siguió una carrera en solitario tras finalizar la primera formación, hacia 1986, trabajando como músico y actor.
Lanzó los discos Evandro, Planos Aéreos, Procedimiento Normal y Almanaque Sexual de Electrodomésticos y Otros Animales. Un éxito de su carrera en solitario fue Babilônia Maravilhosa. Participó en telenovelas y películas, generalmente interpretando el papel del típico carioca: surfero, listo, encantador, coqueto y bromista. Actualmente trabaja como productor, director y guionista de películas, obras de teatro y discos.
Tuvo gran protagonismo con el personaje "Paulão da Regulagem" en la serie A Grande Família de la Rede Globo. Además de haber lanzado un libro en 2008, Xis Tudo, Mesquita volvió a liderar Blitz, que lanzó, en agosto de 2007, su primer DVD, Blitz ao Vivo e a Cores, grabado a fines de 2006 en Canecão, Río de Janeiro, con apariciones especiales de Danni Carlos, Paulo Ricardo, Da Ghama, George Israel, Ivete Sangalo y Fernanda Abreu.
En 2010, Blitz lanzó un álbum con nuevas canciones, Skut Blitz, que también resultó en el segundo DVD de la banda, con canciones nuevas y establecidas.